# Tim Cheveldae
Timothy M. „Tim“ Cheveldae (* 15. Februar 1968 in Melville, Saskatchewan) ist ein ehemaliger kanadischer Eishockeytorwart und -trainer, der im Verlauf seiner aktiven Karriere zwischen 1985 und 1998 unter anderem 365 Spiele für die Detroit Red Wings, Winnipeg Jets und Boston Bruins in der National Hockey League (NHL) bestritten hat. In Diensten der Detroit Red Wings absolvierte Cheveldae in der Saison 1991/92 sein bestes Jahr in der NHL, als er das Team sowohl im alljährlichen NHL All-Star Game vertrat als auch die reguläre Saison mit den meisten Siegen aller Torhüter der Liga abschloss.

## Karriere
Cheveldae begann seine Karriere beim Juniorenteam seiner Geburtsstadt Melville in der Provinz Saskatchewan. Dort stand der Torwart in der Saison 1984/85 für die Melville Millionaires in der Saskatchewan Junior Hockey League (SJHL) auf dem Eis. Zur Saison 1985/86 wechselte er schließlich in die höherklassige Juniorenliga Western Hockey League (WHL) zu den Saskatoon Blades. In den ersten beiden Jahren bildete er dabei ein nahezu gleichberechtigtes Torhüterduo mit Mark Reimer. Cheveldae bestritt in beiden Spieljahren über 30 Partien, ehe er nach dem Wechsel von Reimer zum Ligakonkurrenten Portland Winter Hawks in der Saison 1987/88 unangefochtener Stammtorwart war. Er kam auf 66 Einsätze und fand sich am Saisonende im East First All-Star Team der Liga wieder.
Nachdem der Schlussmann bereits im NHL Entry Draft 1986 in der vierten Runde an 64. Stelle – und dritter Torwart insgesamt – von den Detroit Red Wings aus der National Hockey League (NHL) ausgewählt worden war, wechselte er im Sommer 1988 in die Organisation der Red Wings. Zunächst stand er im Kader des Farmteams Adirondack Red Wings in der American Hockey League (AHL), wo er wieder auf Reimer traf. Ebenso gehörte Sam St. Laurent zur Torhüterrotation in dieser Spielzeit, in der Adirondack den Calder Cup, die Meisterschaftstrophäe der AHL, gewinnen konnte. Zum Kader des Meisters gehörten unter anderem auch Randy McKay, Adam Graves, Joe Murphy und Yves Racine. Zudem stand er in seiner Rookiesaison auch erstmals in der NHL für Detroit zwischen den Pfosten. Bei beiden Saisoneinsätzen im Februar 1989 musste er das Eis allerdings als unterlegener Torwart mit einer Niederlage im Gepäck verlassen. Dennoch beeindruckte er im Verlauf der Saison die Verantwortlichen so sehr, dass er ab der folgenden Spielzeit zwischen dem NHL- und AHL-Kader pendelte. In Detroits Kader fungierte er dabei als Ersatzmann des etatmäßigen Stammkeepers Glen Hanlon. Diesen löste der 22-Jährige zu Beginn der Saison 1990/91 als Nummer 1 im Tor ab und entwickelte sich in den folgenden drei Jahren zum Dauerarbeiter. Aufgrund der fehlenden Konkurrenz bestritt Cheveldae in diesem Zeitraum 204 von 244 möglichen Spielen. Alleine in der Spielzeit 1991/92 kam der Kanadier auf 72 Einsätze, von denen er 38 gewann. Damit lag er in dieser Saison gemeinsam mit Kirk McLean von den Vancouver Canucks an der Spitze dieser Statistik. Zudem vertrat er die Red Wings gemeinsam mit Steve Yzerman und Sergei Fjodorow im NHL All-Star Game dieser Saison.
Da sich im Verlauf der Saison 1992/93 mit Chris Osgood ein junges Torwarttalent beim Farmteam in Adirondack empfohlen hatte, bekam Cheveldae zur Spielzeit 1993/94 mit ihm einen ernst zu nehmenden Konkurrenten zur Seite gestellt. Durch die Leistungen Osgoods wurde der erfahrene Cheveldae schließlich im Saisonverlauf für das Franchise verzichtbar. Daraufhin wurde er im März 1994 gemeinsam mit Dallas Drake an die Winnipeg Jets abgegeben, die dafür ihren Stammtorwart Bob Essensa und Sergei Bautin in die Motor City schickten. Bei den Jets schlüpfte der Torhüter fortan wieder in die Rolle des Starters zwischen den Pfosten. Den Posten musste sich allerdings ab der durch den Lockout verkürzten NHL-Saison 1994/95 mit dem jungen Russen Nikolai Chabibulin teilen, der ihm alsbald ebenfalls den Rang ablaufen sollte. Im Spieljahr 1995/96 kam Cheveldae abermals nicht über die Rolle des Back-ups hinaus, sodass er gegen Saisonende erneut Teil eines Transfergeschäfts wurde. Gemeinsam mit einem Drittrunden-Wahlrecht im NHL Entry Draft 1996 wechselte er in die Organisation der Philadelphia Flyers, die sich dafür von Dominic Roussel, ihrem dritten Torhüter hinter Ron Hextall und Garth Snow, trennten. Aufgrund der großen Konkurrenz beendete Cheveldae die Saison im AHL-Farmteam Hershey Bears.
Weil sein auslaufender Vertrag am Saisonende seitens der Flyers nicht verlängert wurde, absolvierte er kein Spiel für Philadelphia und unterzeichnete Ende August 1996 schließlich als Free Agent einen Vertrag bei den Boston Bruins. Diese setzten ihn aber mit der Ausnahme von zwei NHL-Einsätzen im Saisonverlauf bei den Fort Wayne Komets in der International Hockey League (IHL) ein, wo er aber auch nicht über die Rolle des Ersatzmanns hinter Mike Torchia hinaus kam. Seine letzte Profistation waren in der Saison 1997/98 die Las Vegas Thunder, die ebenfalls in der IHL beheimatet waren. Dort bildete er mit Manny Legace das Torhütergespann, ehe er seine Karriere im Alter von 30 Jahren für beendet erklärte.
Nach seinem Rücktritt war Cheveldae als Assistenztrainer zu seinem einstigen Juniorenteam Saskatoon Blades in die Western Hockey League zurückgekehrt. In dieser Funktion war er zwei Jahre tätig, danach noch ein weiteres als ehrenamtlich beschäftigter Trainer. Zur Saison 2001/02 schloss er sich Saskatoons Ligakonkurrenten Moose Jaw Warriors – diesmal als Torwarttrainer – an. Zwischen 2013 und 2019 war er in gleicher Funktion wieder für die Saskatoon Blades tätig.

## Erfolge und Auszeichnungen
- 1988 WHL East First All-Star Team
- 1989 Calder-Cup-Gewinn mit den Adirondack Red Wings
- 1992 Teilnahme am NHL All-Star Game

## Karrierestatistik
(Legende zur Torhüterstatistik: GP oder Sp = Spiele insgesamt; W oder S = Siege; L oder N = Niederlagen; T oder U oder OT = Unentschieden oder Overtime- bzw. Shootout-Niederlage; Min. = Minuten; SOG oder SaT = Schüsse aufs Tor; GA oder GT = Gegentore; SO = Shutouts; GAA oder GTS = Gegentorschnitt; Sv% oder SVS% = Fangquote; EN = Empty Net Goal; 1 Play-downs/Relegation; Kursiv: Statistik nicht vollständig)